# El conde de Montecristo (película de 1953)
 El conde de Montecristo  es una película en blanco y negro de Argentina dirigida por León Klimovsky sobre su propio guion según la novela homónima, de Alejandro Dumas, que se estrenó el 27 de marzo de 1953 y que tuvo como protagonistas a Jorge Mistral, Elina Colomer, Santiago Gómez Cou, Nelly Meden, Ernesto Bianco y Nathán Pinzón.

## Sinopsis
Aventuras y amores en la Francia de comienzos del siglo XIX.

## Reparto
Participa en el filme el siguiente reparto:
- Jorge Mistral … Edmundo Dantés / Conde de Montecristo
- Elina Colomer …Haydee
- Santiago Gómez Cou …Villefort
- Nelly Meden …Mercedes
- Ernesto Bianco … Fernando Mondego
- Nathán Pinzón … Danglars
- Fina Basser
- Francisco López Silva …Abate Faría
- Daniel Tedeschi
- Margot Cottens
- Ricardo Argemí
- Josefa Goldar
- José De Ángelis
- Ángel Prío
- Ariel Absalón
- Francisco Audenino
- Carlos Cotto

## Reseñas y críticas
Nicolás Mancera dijo:

”Una producción de la que Hollywood se sentiría muy honrada.”

King escribió:

”Tiene…asegurado su amplio éxito…el brillo con que ha sido trasladada al cuadro con un total equilibrio de valores.”

Por su parte Noticias Gráficas opinó en su crónica:

”L. Klimovsky…ha realizado una labor ordenada, correcta y eficaz en todas sus partes…tiene una interpretación homogénea.”